# Fabrizio Poletti
Fabrizio Poletti (Bondeno, 1943. július 13. –) világbajnoki ezüstérmes olasz labdarúgó, hátvéd, edző.

## Pályafutása

### Klubcsapatban
1957-ben szülővárosa csapatában, a Bondenesében kezdte a labdarúgást. 1961-ben mutatkozott be az Asti első csapatában. 1962 és 1971 között a Torino meghatározó játékosa volt. Két olasz kupát nyert a csapattal (1968, 1971). 1971 és 1974 között Cagliari labdarúgója volt. Az 1974–75-ös idényben a Sampdoria csapatában szerepelt és itt fejezte az aktív labdarúgást.

### A válogatottban
1965 és 1970 között hat alkalommal szerepelt az olasz válogatottban. 1970-ben a mexikói világbajnokságon ezüstérmet szerzett a csapattal.

### Edzőként
1978-ban a Suzzara, 1987–88-ban a Faenza vezetőedzője volt.

## Magánélete
Polettinek két gyermeke (Marco és Erika), három unokája (Milena, Fabiola és Martina) és két dédunokája (Samuele és Zoe) van.
1967. október 15-én Torinóban haza pályán játszott csapata az Sampdoria ellen. A mérkőzés után csapattársával és barátjával, Gigi Meronival a Corso Re Umberton haladtak át gyalogosan, amikor egy autó elütötte őket. Poletti csak kisebb sérüléseket szerzett a lábán, Meroni viszont meghalt a balesetben.

## Sikerei, díjai
Olaszország
- Világbajnokság
  - ezüstérmes: 1970, Mexikó

 Torino FC
- Olasz kupa (Coppa Italia)
  - győztes: 1968, 1971